# Sunderland
Pronunciação
Sunderland é uma cidade do Reino Unido localizada no condado metropolitano de Tyne and Wear, nordeste da Inglaterra.
O nome "Sunderland" é reputado de provir de Soender-terra (soender / fender sendo o anglo-saxónico infinitivo, que significa "à parte", "Sønder" significa "picada" em dinamarquês moderno), susceptível de ser referência para o vale esculpido Desgaste pelo rio que atravessa o coração da cidade. Outro significado é o de referir o nome para 'terras retiradas ", derivada da rica herança cristã da cidade.
Historicamente uma parte do Condado de Durham, havia três assentamentos original no local de moderno-dia Sunderland. No lado norte do rio, Monkwearmouth foi liquidado em 674 quando Bento Biscop fundou o Mosteiro de Wearmouth-Jarrow. Em frente ao mosteiro, na margem sul, Bishopwearmouth foi fundada em 930. A uma pequena aldeia de pescadores chamada Sunderland, localizado em direção à foz do rio (dias modernos East End), foi concedido foral em 1179.

## História
Os primeiros habitantes da região foram caçadores-coletores da chamada era Sunderland e artefatos foram descobertos a partir desta época, incluindo micrólitos encontrados durante escavações na igreja de São Pedro, em Monkwearmouth. Durante a fase final da Idade da Pedra, o período Neolítico ( c. 4000-c.2000 a.C.), Hastings Hill, na periferia oeste de Sunderland, era evidentemente um ponto focal da actividade local e um local de significado ritual onde se realizavam também sepultamentos. Evidências para isso incluem a presença de um antigo monumento cursus. Embora se acreditasse que os brigantes habitassem a área em torno do rio Wear no período pré e pós-romano, gravações em assentamentos remontam a 674, quando um fidalgo anglo-saxão chamado Bento Biscop, em terrenos concedidos pelo rei Egfrido da Nortúmbria, fundou a Abadia de Monkwearmouth-Jarrow na margem norte do rio Wear - uma área que ficou conhecida como Monkwearmouth. O mosteiro foi o primeiro construído em pedra na Nortúmbria e em sua construção foram empregados vidraceiros da Frância e, ao fazê-lo, se reestabeleceu a arte da vidraria na Grã-Bretanha. Em 686 a comunidade foi adquirida por Ceolfrido e Wearmouth-Jarrow tornou-se um importante centro de aprendizagem e conhecimento na Inglaterra anglo-saxónica, com uma biblioteca de cerca de 300 volumes.
O Codex Amiatinus, descrito por alguns como o "mais belo do mundo", foi feito no mosteiro e Beda, que nasceu em Wearmouth em 673, provavelmente trabalhou em sua construção. Ainda no mosteiro, Beda completou sua História Eclesiástica do Povo Inglês (A História Eclesiástica do Povo Inglês), em 731, uma façanha que lhe valeu o título de "Pai da história inglesa".
No final do século VIII, os viquingues começaram a invadir a costa e, já em meados do século IX, o mosteiro estava abandonado. As terras do lado sul do rio foram concedidas para o bispo de Durham por Etesltano de Inglaterra em 930. Elas se tornaram conhecidas como Bishopwearmouth e incluem assentamentos como Ryhope, que se encontram atualmente dentro dos limites de Sunderland.
Já em 1100, existia ali uma pequena aldeia de pescadores no sul da foz do rio chamada Bishopwearmouth (atual Hendon), conhecidos como "Soender-Land" (que evoluiu para Sunderland) . Esta resolução foi concedida uma carta em 1179 por Hugh Pudsey, então bispo de Durham.

## Clima
Segundo a classificação de Köppen, Sunderland tem um clima oceânico temperado (Cfb).
| Dados climáticos para Tynemouth, 1981–2010 | Dados climáticos para Tynemouth, 1981–2010 | Dados climáticos para Tynemouth, 1981–2010 | Dados climáticos para Tynemouth, 1981–2010 | Dados climáticos para Tynemouth, 1981–2010 | Dados climáticos para Tynemouth, 1981–2010 | Dados climáticos para Tynemouth, 1981–2010 | Dados climáticos para Tynemouth, 1981–2010 | Dados climáticos para Tynemouth, 1981–2010 | Dados climáticos para Tynemouth, 1981–2010 | Dados climáticos para Tynemouth, 1981–2010 | Dados climáticos para Tynemouth, 1981–2010 | Dados climáticos para Tynemouth, 1981–2010 | Dados climáticos para Tynemouth, 1981–2010 |
| Mês                                        | Jan                                        | Fev                                        | Mar                                        | Abr                                        | Mai                                        | Jun                                        | Jul                                        | Ago                                        | Set                                        | Out                                        | Nov                                        | Dez                                        | Ano                                        |
| ------------------------------------------ | ------------------------------------------ | ------------------------------------------ | ------------------------------------------ | ------------------------------------------ | ------------------------------------------ | ------------------------------------------ | ------------------------------------------ | ------------------------------------------ | ------------------------------------------ | ------------------------------------------ | ------------------------------------------ | ------------------------------------------ | ------------------------------------------ |
| Média alta °C (°F)                         | 7.2 (45)                                   | 7.3 (45.1)                                 | 9.0 (48.2)                                 | 10.3 (50.5)                                | 12.7 (54.9)                                | 15.6 (60.1)                                | 18.1 (64.6)                                | 18.1 (64.6)                                | 16.1 (61)                                  | 13.2 (55.8)                                | 9.7 (49.5)                                 | 7.4 (45.3)                                 | 12.1 (53.8)                                |
| Média baixa °C (°F)                        | 2.2 (36)                                   | 2.2 (36)                                   | 3.3 (37.9)                                 | 4.8 (40.6)                                 | 7.2 (45)                                   | 10.0 (50)                                  | 12.3 (54.1)                                | 12.3 (54.1)                                | 10.4 (50.7)                                | 7.7 (45.9)                                 | 4.9 (40.8)                                 | 2.5 (36.5)                                 | 6.7 (44.1)                                 |
| Média precipitação mm (pol.)               | 45.5 (1.791)                               | 37.8 (1.488)                               | 43.9 (1.728)                               | 45.4 (1.787)                               | 43.2 (1.701)                               | 51.9 (2.043)                               | 47.6 (1.874)                               | 59.6 (2.346)                               | 53.0 (2.087)                               | 53.6 (2.11)                                | 62.8 (2.472)                               | 52.9 (2.083)                               | 597.2 (23.512)                             |
| Média de dias de precipitação (≥ 1.0 mm)   | 9.8                                        | 7.6                                        | 8.7                                        | 8.2                                        | 8.3                                        | 8.7                                        | 8.6                                        | 9.2                                        | 8.1                                        | 10.7                                       | 11.6                                       | 10.1                                       | 109.5                                      |
| Média mensal horas de sol                  | 61.1                                       | 81.6                                       | 117.7                                      | 149.9                                      | 191.7                                      | 183.0                                      | 185.7                                      | 174.9                                      | 141.1                                      | 106.2                                      | 70.4                                       | 51.9                                       | 1 515                                      |
| Fonte: Met Office                          |                                            |                                            |                                            |                                            |                                            |                                            |                                            |                                            |                                            |                                            |                                            |                                            |                                            |

## Futebol
Sunderland se destaca no futebol com a equipe do Sunderland Association Football Club e o seu estádio o Stadium of Light.